# 勝間田村
勝間田村（かつまたむら）は静岡県の中部、榛原郡に属していた村である。現在の牧之原市北西部にあたる。

## 地理
- 山：高根山
- 河川：勝間田川

## 歴史
- 1889年（明治22年）4月1日 - 町村制の施行により、勝間村、静谷村、勝田村、切山村、中村、牧ノ原［一部］が合併して発足。
- 1951年（昭和26年）
  - 萩間村の一部（大字東萩間）、小笠郡河城村の一部（大字沢水加）を編入。
  - 大字牧ノ原・静谷の各一部を萩間村に、嶋の一部を小笠郡河城村に編入。
- 1955年（昭和30年）3月28日 - 川崎町・坂部村と合併して榛原町が発足。同日勝間田村廃止。
- 1956年（昭和31年）11月1日 - 榛原町の一部（大字切山・牧ノ原の一部）が金谷町に編入。